# Tomasz Bagiński

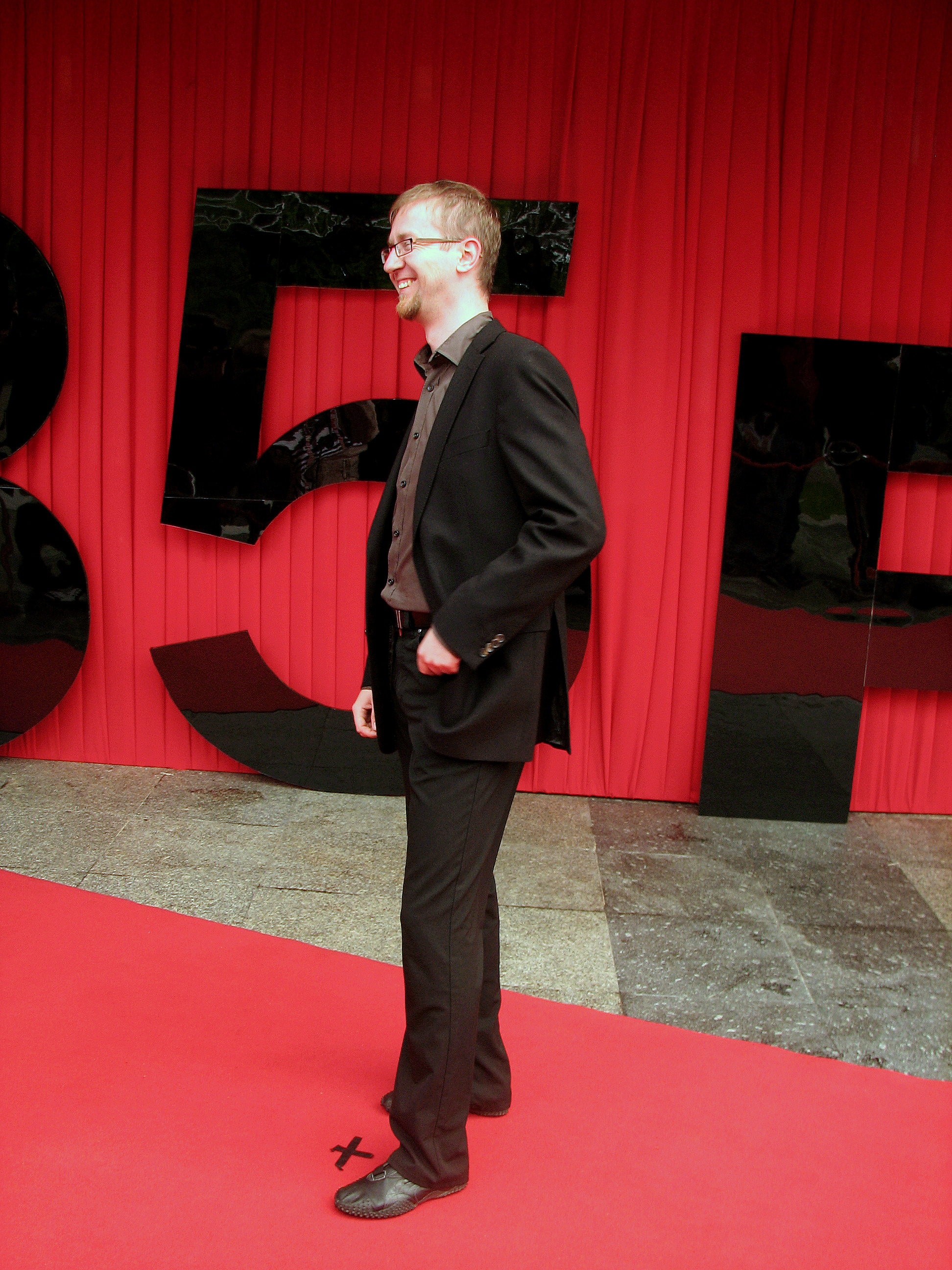
Tomasz Bagiński przed galą otwierającą 35. Festiwal Polskich Filmów Fabularnych w Gdyni

Tomasz Bagiński (ur. 10 stycznia 1976 w Białymstoku) – polski rysownik, animator, reżyser i producent. Jest artystą samoukiem. Na Politechnice w Warszawie studiował architekturę, którą porzucił po trzech latach dla robienia filmów. Jego film Katedra w 2002 roku nominowano do Oscara za najlepszy krótkometrażowy film animowany.

## Twórczość
Dzięki swojemu pierwszemu studenckiemu filmowi Rain wygrał konkurs grafiki trójwymiarowej „YoungElectronicsArts” i stał się dla autora przepustką do firmy Platige Image, gdzie zajmuje on stanowisko dyrektora kreatywnego. W latach 1999–2002 pracował nad swoim debiutem krótkometrażowym Katedrą (na podstawie opowiadania Jacka Dukaja), która w 2002 roku zdobyła główną nagrodę na największym festiwalu animacji i efektów specjalnych SIGGRAPH, a rok później nominację do Oscara za najlepszy krótkometrażowy film animowany.
W 2004 roku zrealizował swój drugi film krótkometrażowy Sztuka spadania. W 2005 roku zdobył kolejną nagrodę na festiwalu SIGGRAPH, tym samym stając się jedynym w historii festiwalu twórcą, który otrzymał dwie główne nagrody.
Jest autorem okładek do większości książek Jacka Dukaja.
W 2009 wyreżyserował kolejną krótkometrażową animację – Kinematograf, na podstawie komiksu Mateusza Skutnika z albumu Rewolucje: Monochrom. Poza realizacją swoich autorskich projektów pracuje nad efektami specjalnymi i animacją na potrzeby produkcji reklamowych i kinowych. Ma także na swoim koncie wiele publikacji w gazetach branżowych na całym świecie, od Stanów Zjednoczonych po Chiny i Japonię.
Jest twórcą krótkometrażowej animacji Made in China. Została ona przygotowana na zlecenie Reporterów bez Granic i miała zostać upubliczniona w kwietniu 2008, jednak Reporterzy wciąż ją odwlekają.
Postanowieniem z 24 kwietnia 2012 r. „za wybitne zasługi dla polskiej i światowej kultury, za osiągnięcia w pracy twórczej i artystycznej” został przez prezydenta Bronisława Komorowskiego odznaczony Krzyżem Kawalerskim Orderu Odrodzenia Polski. Uroczystość uhonorowania odbyła się 3 maja 2012.
W styczniu 2014 roku na zlecenie BBC został opublikowany spot promujący Zimowe Igrzyska Olimpijskie w Soczi wyreżyserowany przez Bagińskiego. W październiku tego samego roku Bagiński i jego studio otrzymali od Polskiego Instytutu Sztuki Filmowej dofinansowanie w wysokości 150 tysięcy złotych na realizację fabularnego filmu Wiedźmin opartego na podstawie prozy Andrzeja Sapkowskiego, który to projekt po ewaluacji PISF ocenił jako „bardzo dobry”.
Jest producentem wykonawczym serialu Netfliksa Wiedźmin.
Jest jednym z bohaterów książki Jerzego Armaty Anima. Mistrzowie polskiej animacji (wyd. EGoFILM, Warszawa 2025).

## Filmografia
- 1998: Rain – reżyseria, scenariusz
- 2002: Katedra – reżyseria, scenariusz, opracowanie plastyczne
- 2004: Sztuka spadania – reżyseria, scenariusz, producent
- 2007: Wiedźmin – reżyseria animacji (intro, outro)
- 2009: Siedem Bram Jerozolimy – reżyseria animacji
- 2009: Kinematograf – reżyseria, scenariusz
- 2010: Animowana historia Polski – reżyseria
- 2010: Grunwald. Walka 600-lecia – Krótki film promujący 600-lecie bitwy pod Grunwaldem – reżyseria
- 2011: Krótki film promujący polską prezydencję w radzie Unii Europejskiej – reżyseria
- 2011: Move Your Imagination – Euro 2012 UEFA
- 2012: Intro gry Wiedźmin 2: Zabójcy królów – Edycja rozszerzona
- 2013: Zwiastun gry Cyberpunk 2077 – reżyseria, scenariusz[9]
- 2013: Zwiastun gry Wiedźmin 3: Dziki Gon
- 2014: Natura – zwiastun promujący transmisję BBC z Zimowych Igrzysk Olimpijskich w Soczi – reżyseria[10]
- 2014: Ambition – film o misji sondy Rosetta na kometę 67P/Czuriumow-Gierasimienko
- 2015: Legendy Polskie: Smok – reżyseria
- 2015: Legendy Polskie: Twardowsky – reżyseria
- 2015: Zwiastun gry For Honor – reżyseria[11]
- 2016: Legendy Polskie: Twardowsky 2.0 – reżyseria
- 2016: Legendy Polskie: Operacja Bazyliszek – reżyseria
- 2016: Legendy Polskie: Jaga – reżyseria
- 2017: Niezwyciężeni
- 2019: Wiedźmin – producent wykonawczy
- 2020: Kierunek: Noc – producent wykonawczy[12]
- 2023: Rycerze Zodiaku – reżyseria filmu aktorskiego[13]

## Nagrody
Katedra

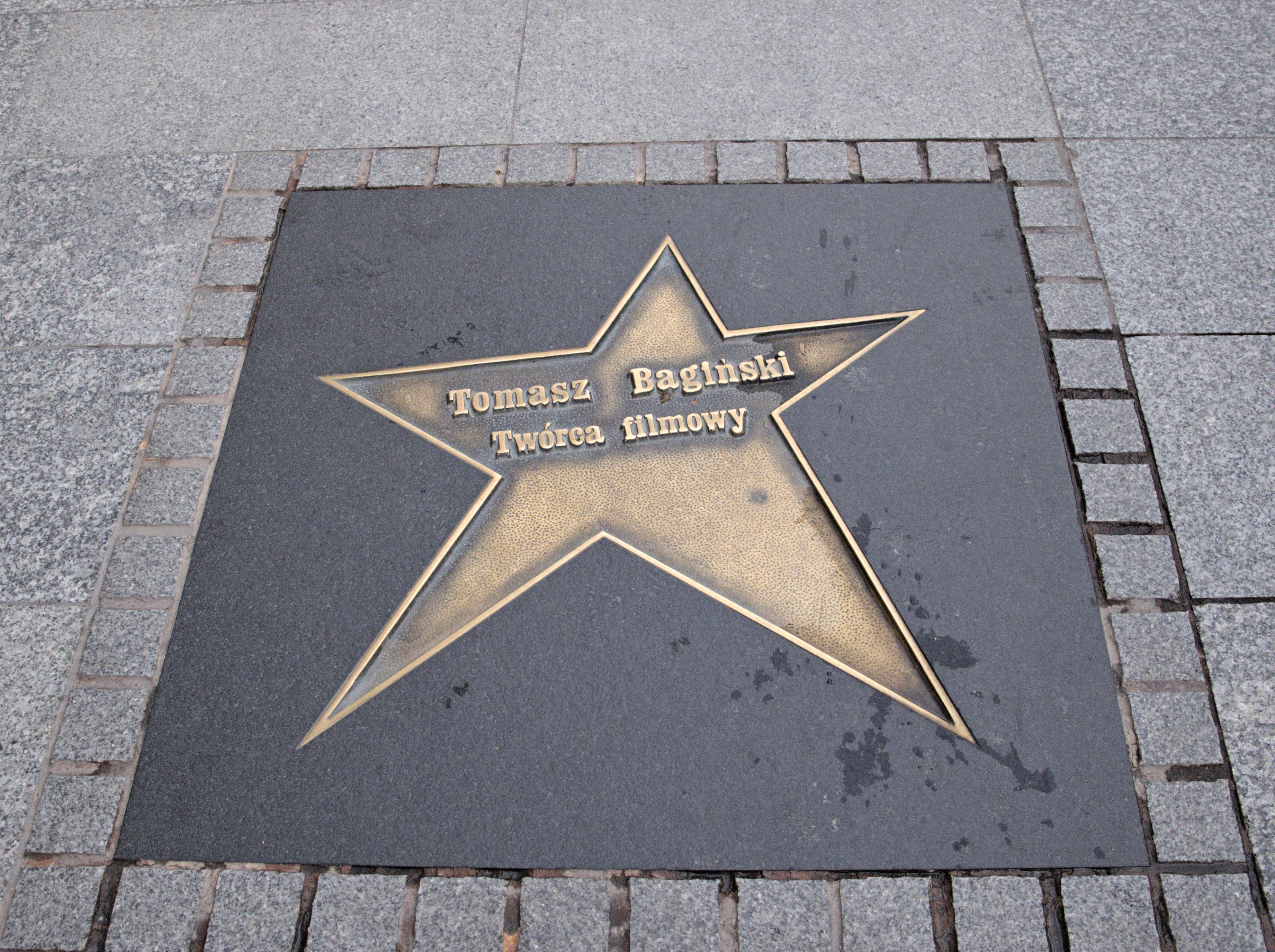
Gwiazda Tomasza Bagińskiego przy ulicy Piotrkowskiej w Łodzi

- (2003) nominacja do Oscara, Krótki Film Animowany (USA)
- (2003) 43. Krakowski Festiwal Filmowy, Srebrny Lajkonik (Polska)
- (2002) SIGGRAPH, Najlepszy Krótki Film Animowany (USA)
- (2002) British Animation Festival, Najlepszy Komputerowy Film Animowany (Wielka Brytania)
- (2002) Animago, Najlepszy Film Festiwalu (Niemcy)
- (2002) Artfutura, Najlepszy Film, Nagroda Publiczności (Hiszpania)

Sztuka spadania
- (2006) nagroda Brytyjskiej Akademii Filmowej BAFTA, Najlepszy Krótki Film Animowany (Wielka Brytania)
- OSCAR Semi-Finalist, Krótki Film Animowany (USA)
- (2005) SIGGRAPH, Nagroda Jury (USA)
- (2005) Prix Ars Electronica Film Festival, „Golden Nike” (Austria)
- (2005) Animago, „Animago Award” (Niemcy)
- Dresden Film Festival, „Youth Oscar Animation” (Niemcy)
- Arizona Film Festival, Najlepszy Film Animowany (USA)
- (2005) Beverly Hills Film Festival, Najlepszy Film Animowany (USA)
- (2005) Digital Shorts Competition, „Grand Prix” – Golden Horse Awards (Tajwan)
- China International Cartoon and Digital Art Screening Festival, Wyróżnienie specjalne (Chiny)

„Wiedźmin” – czołówka gry
- (2008) nominacja do nagrody Visual Effects Society w kategorii Sekwencje Filmowe w Grze Komputerowej (USA)

„Siedem Bram Jerozolimy”
- (2009) Nagroda Główna, Czeski Kryształ na festiwalu Złota Praga (Czechy)
- (2009) nominacja do nagrody Rose d’Or w Lucernie (Szwajcaria)
- (2009) nominacja do nagrody Emmy International (USA)

„Kinematograf”
- (2009) Grand Prix festiwalu Animago w kategorii najlepszy krótki film. (Niemcy)

Inne
- (2015) MocArty RMF Classic – Człowiek Roku 2015[14]
- (2015) BAFTA za graficzną stronę wizualizacyjną zimowych Igrzysk Olimpijskich 2014[15]